# Christian Martens

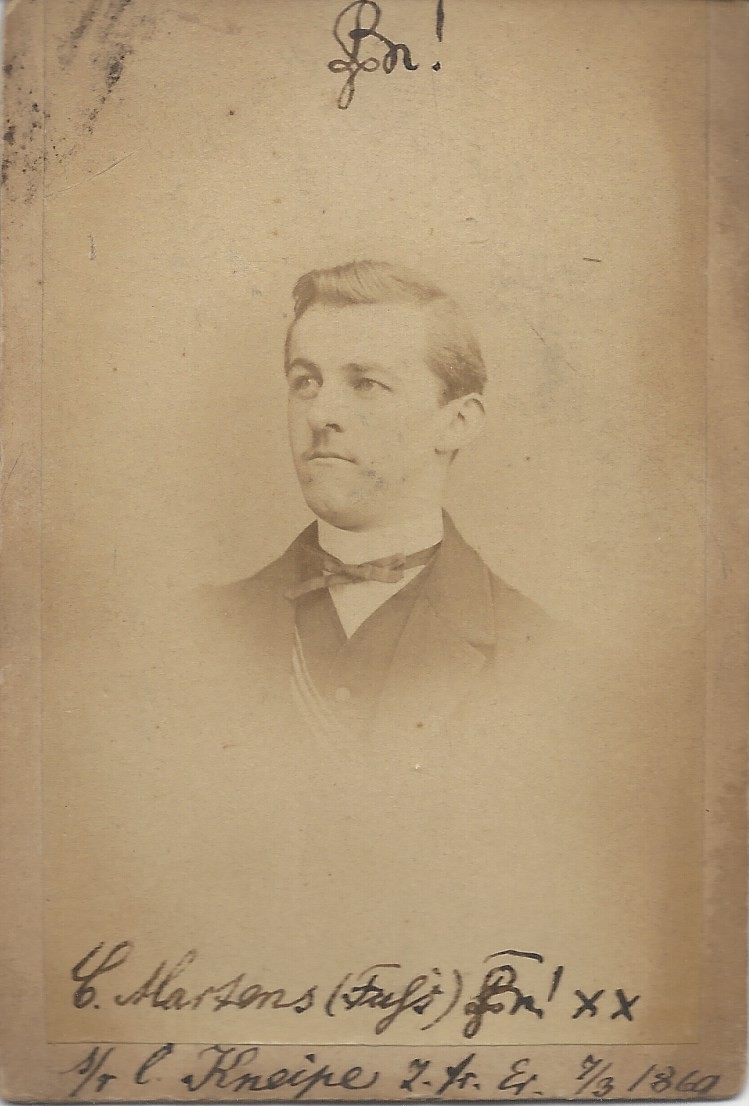
Christian Martens als Hallenser Neupreuße

Christian Martens (* 22. Juli 1845 in Tönning, Herzogtum Schleswig; † 27. Dezember 1917 in Hadersleben, Nordschleswig) war ein deutscher Arzt in der Provinz Schleswig-Holstein.

## Leben
Christian Martens war ein Sohn des Pastors Peter Martens (* 7. Dezember 1804 in Flensburg; † 7. Juni 1886 in Kiel). Der Vater wurde Propst in Schleswig, wo Christian einen großen Teil seiner Jugend verbrachte. Nachdem der Vater an die Frederikskirche nach Kopenhagen berufen worden war, besuchte Christian die dortige Metropolitanschule. Als er mit den Eltern nach Kiel gezogen war, studierte er ab 1866 Medizin an der  Christian-Albrechts-Universität. Als Mitglied der 1864 gegründeten Kieler Studentenverbindung Troglodytia ging er 1868 mit seinem jüngeren Bruder Ernst Martens an die  Friedrichs-Universität Halle. Beide wurden am 24. Oktober in der Landsmannschaft Neoborussia Halle aktiv. Als noch zwei andere Troglodyten Neupreußen wurden, schlossen beide Bünde ein Kartell. Christian war 1869/70 zwei Semester lang Consenior.
Bei Ausbruch des  Deutsch-Französischen Krieges meldete sich Christian Martens als Kriegsfreiwilliger mit den anderen Neupreußen zum Ersatzbataillon des Reserve-Infanterie-Regiments Nr. 86 in Flensburg. Sein Bruder „Iltis“ konnte als naturalisierter  Däne nur als Krankenpfleger am Krieg teilnehmen. Bei der Belagerung von Metz starb er an Typhus. Er war der einzige aktive Neupreuße, der aus dem Krieg nicht heimkehrte.  Christian bestand 1873 das Staatsexamen in Kiel und  promovierte 1874 an der  Hessischen Ludwigs-Universität zum Dr. med. Er war Assistenzarzt am  Lazarus-Krankenhaus Berlin und ging Michaelis 1874 nach Wien. Dort erhielt er das Band der Landsmannschaft Marcomannia. Michaelis 1875 ließ er sich in Schleswig als praktischer Arzt nieder. Dort verheiratete er sich. Auf Wunsch seiner Frau zog er 1879 nach Hadersleben in Nordschleswig. Dort blieb er bis an sein Lebensende. Als seine Frau nach siebenjähriger Ehe gestorben war, heiratete er 1892 zum zweiten Mal.
Er saß im Vorstand der Ärztekammer und war Vorsitzender des ärztlichen Ehrengerichts. Zunächst Stadtverordneter, wurde er 1894 zum unbesoldeten Stadtrat von Hadersleben gewählt. Er war Mitglied des Kreisausschusses vom Kreis Hadersleben. Bei den Neuwahlen zum Provinziallandtag Schleswig-Holstein am 1. April 1913 wurde er auf sechs Jahre als Abgeordneter für den Kreis Hadersleben (zusammen mit zwei weiteren Abgeordneten aus diesem Kreis) in den Provinziallandtag gewählt. Als Stabsarzt der Landwehr förderte er nach Kräften die Kriegervereine. Obwohl er seine Arztpraxis wegen gesundheitlicher Probleme schon eingeschränkt hatte, stellte er sich bei Beginn des Ersten Weltkrieges dem Sanitätsdienst zur Verfügung. Als Oberstabsarzt leitete er das Reservelazarett Hadersleben. Für seine aufopfernde Tätigkeit erhielt er das Eiserne Kreuz am weißen Bande.
Martens trug wesentlich dazu bei, dass das 1857 geschlossene Kartell zwischen Neoborussia und der  Landsmannschaft Plavia Leipzig um Troglodytia
erweitert wurde (1873). Aus diesem Dreibund entwickelte sich das  Silberkartell. 1897 zum Corps Neoborussia Halle übergetreten, blieb „Fuß“ seinem Bund zeitlebens eng verbunden. Testamentarisch vermachte er ihm 3.000 Mark. Im Einvernehmen mit der Witwe wurde mit dem Geld die Christian Martens-Stiftung begründet. Durch Gewährung von  Darlehen sollte sie es den Aktiven und  Inaktiven erleichtern, ihren Verpflichtungen gegenüber dem Corps und dem  Corpshaus nachzukommen.

## Ehrungen
- Königlicher Kronen-Orden (Preußen) 4. Klasse (1898)[10]
- Sanitätsrat (1902)
- Roter Adlerorden 4. Klasse (1904)[11]
- Geheimer Sanitätsrat (1911)
- Eisernes Kreuz am weißen Bande